# Laugh-O-Gram
Vous lisez un « bon article » labellisé en 2009.  Il fait partie d'un « bon thème ».
Laugh-O-Gram Studios – également appelé Laugh-O-Gram Films Inc. – est le premier studio d'animation fondé par Walt Disney en 1922 à Kansas City dans le Missouri, alors qu'il avait 21 ans.
Le studio et ses productions nommées Laugh-O-Grams marquent la première tentative de Disney de se lancer à son compte dans le monde du cinéma et de l'animation en particulier. Il fonde son studio dans la ville de Kansas City, loin de New York, alors capitale de l'animation, ou d'Hollywood, capitale du film en pleine croissance. Débordant d'enthousiasme mais inexpérimenté dans la gestion d'entreprise, il s'entoure de futurs grands noms de l'animation. Parmi ses employés, on retrouve Ub Iwerks, Hugh Harman, Rudolf Ising, Carman Maxwell et Friz Freleng.
Le studio fait faillite un an après sa création mais contient déjà les racines des futurs succès de Disney.

## Historique

### Origine: laKansas City Film Ad Co.et lesNewman Laugh-O-Grams
L'histoire de ce studio débute avec la rencontre de Walt Disney et Ub Iwerks alors qu'ils n'avaient que 17 ans en 1919 au sein du studio publicitaire de Kansas City, Pesmen-Rubin Commercial Art Studio. Les deux jeunes animateurs sont licenciés juste après la période de Noël. Mais Ub trouve une annonce pour un autre studio de la ville, le Kansas City Film Ad et propose à Walt de postuler pour le poste, qu'il obtient. Un mois plus tard, il obtient un emploi dans le studio pour Ub. Les deux animateurs travaillent alors aux côtés de Fred Harman et William Red Lyon à la Kansas City Film Ad Company.
Durant l'année 1920 ou 1921, Walt Disney approche Frank L. Newman, le propriétaire d'une chaîne locale de cinéma, pour lui proposer un service d'animation de courtes séquences pour illustrer les nouvelles locales.
En 1921, Walt Disney se présente comme un jeune entrepreneur, dans le domaine de l'animation et sa carte professionnelle, qu'il a lui-même illustrée en se croquant à une table à dessin, stipule Walt Disney Cartoonist. Comic Cartoons. Advertising Cartoons. Animated Motion. Picture Cartoons. Pour Russel Merritt and J. B. Kaufman, avec cette image « il donne un aspect plus professionnel au métier d'animateur, plus éloigné de l'image du magicien » que par exemple  se donne Winsor McCay avec Gertie le dinosaure. L'auto-portrait et caricature que Walt Disney a fait pour cette carte, aussi présente aux génériques des Newman Laugh-O-Grams, le montre jeune, besogneux, faisant tout lui-même au point de ne pas prendre le temps de se coiffer correctement, les feuilles volant depuis la table à dessins. Pour  Merritt et Kaufman, Disney est très attentif à son image qu'il cultive à l'époque.
Newman diffuse la bobine d'essai réalisée par Walt Disney le 20 mars 1921,. À la suite de la bonne réception de première bobine, Newman en demande d'autres. Disney publie alors une annonce pour « former de jeunes animateurs », le premier à y répondre est Rudolf Ising, qui en réalité dessine le jour tandis que Walt, toujours en poste chez la Kansas City Film Ad, dessine la nuit. À cette époque, Disney réalise les dessins à l'encre bleue, qui ne s'imprime pas sur les films orthochromatiques, tandis qu'Ising assure le dessin définitif et l'encrage.
Les deux animateurs réalisent alors en 1920 plusieurs courts métrages d'environ une minute chacun pour le Newman Theater, un cinéma local voulant illustrer des problématiques locales en animation comme les conditions de circulation ou la corruption de la police. Ces films sont nommés Newman Laugh-O-Grams.
D'après les souvenirs de Walt, il produit près d'un court métrage par semaine. Toutefois en dehors de la bobine d'essai et quelques souvenirs de contenu, aucun des Newman Laugh-O-Grams n'a survécu.

### L'école du soir Disney
Mais malgré le succès de ces très courts métrages, Walt souhaite aborder des sujets plus substantiels. Il souhaite profiter du succès des Aesop's Fables de Paul Terry, série entamée l'année précédente, et décide de baser ses productions sur les contes de fées. Grâce à la publication d'annonce, il regroupe d'autres animateurs, en réalité des étudiants, pour la plupart âgés d'une vingtaine d'années. Le premier sujet de travail est le conte Le Petit Chaperon rouge de Charles Perrault,.
Mais à l'époque Disney n'a pas beaucoup plus d'expérience que ses élèves et pour combler ses lacunes, il utilise le livre d'Edwin George Lutz, Animated Cartoons; How They Are Made, Their Origin and Development publié en 1920. Avec cet ouvrage, il apprend de nombreuses techniques qui le classent dans le « camp » Bray-Lutz. Il faut savoir qu'à l'époque, deux types d'animation/animateur s'opposent, celui descendant ou s'affiliant à McCay, avec une foule de détails, peints mais longs à produire et celui de John Randolph Bray dont le style, utilisant des méthodes de travail à la chaîne pour une production économique et rapide, a été codifié par Lutz, sans jamais le nommer. Toutefois comme le notent Merritt et Kaufman, Disney conserve l'idée de McCay d'un haut niveau de qualité.
En six mois, les étudiants animateurs réalisent Little Red Riding Hood (Le Petit Chaperon rouge) et au printemps 1922, ils entament une nouvelle histoire The Four Musicians of Bremen. D'après les propos d'Ising rapportés par Merritt et Kaufman, Walt Disney aurait contracté de nombreuses dettes pour commencer son activité et afin de limiter ses frais salariaux mais aussi voyant le bon résultat de ses productions, il décide de fonder son propre studio et de payer ses futurs employés en actions.

### Début du studio Laugh-O-Gram Films
Le 18 mai 1922, Walt Disney dépose un dossier pour la création d'une société, avec 300 actions de 50 dollars chacune. Le 23 mai 1922, l'État du Missouri édite le certificat de création de la Laugh-O-Gram Films Inc., avec pour capital  initial 15 000 $.
Mais réellement seuls 51 % des actions ont été achetés soit 7 700 USD dont 2 700 USD en liquidité, le reste en investissement matériel.
Grâce à l'argent récolté lors de l'émission de ce titre, Walt et ses anciens élèves achètent une caméra 35 mm Universal ainsi que son propre système d'impression afin d'accélérer le procédé précédent consistant à envoyer les films à Chicago. De plus, la société emménage dans le McConahay Building situé au 1127 East 31st, à quelques kilomètres de la Troost Avenue où Walt donne ses cours, et occupe cinq pièces du premier étage. En juin 1922, la société se présente par voie de presse grâce à des annonces dans des publications commerciales.
Les premiers animateurs — Hugh Harman, Carman Maxwell, Lorey Tague et Rudolf Ising, ce dernier assurant plusieurs tâches — sont rapidement rejoint par Red Lyon, venu de la Kansas City Film Ad puis Otto Walliman. En dehors des animateurs, Adolpg Kloepper est le gestionnaire, Leslie Mace le vendeur et Walt Pfeiffer, l'ami d'enfance de Disney, scénariste,. Malgré les titres et rôles donnés officiellement, la production se fait en fonction des aptitudes de chacun. Ainsi officiellement Lyon est le cameraman mais Ising et parfois Maxwell tenaient aussi ce rôle.
Durant l'été 1922, la société finit la production de The Four Musicians of Bremen et entame celle de Jack and the Beanstalk. Mais le besoin de revenus se fait sentir et ce même été le groupe part à la recherche d'un distributeur. Des publicités annonçant la production de 12 films sont publiées dans le magazine Motion Picture News de juillet.
Leslie Mace, le vendeur de la société, part à New York pour obtenir un contrat avec les distributeurs de la capitale d'alors du film mais il revient sans rien. Sur le chemin du retour, il rencontre William R Kelley, le représentant du Tennessee d'un groupe de distribution de film en dehors des cinémas, essentiellement des écoles et des congrégations religieuses.
Le Pictorial Club du Tennessee leur propose un contrat de onze mille dollars pour la production de six courts métrages animés basés sur les contes de fées populaires et des histoires pour enfants,. Le 16 septembre 1922, le contrat est signé entre le groupe et le studio mais il permet au Pictorial Club de payer la totalité au plus tard le 1er janvier 1924, quinze mois plus tard,. Le Pictorial Club verse un premier acompte de 100 $.
Les productions de la jeune société sont bien accueillies dans la région de Kansas City, mais les coûts dépassent les revenus.

### Des problèmes financiers
En octobre, peu après la signature du contrat, alors que le studio vient de finir Goldie Locks and the Three Bears et poursuit Puss in Boots, le Pictorial Club du Tennessee cesse ses activités,. La société ne paie pas Disney pour les films, soit par impossibilité soit par non vouloir. D'après une lettre de Red Lyon à sa mère, mi-octobre, le studio perd 400 dollars par semaine. Fin octobre, afin de gagner un peu d'argent, le studio se lance dans la photographie d'enfants, comme le rapporte The Kansas City Star.
Début novembre 1922, Walt Disney embauche Ub Iwerks, ancien collègue de travail à la Kansas City Film Ad et typographe, qui « révolutionne son studio ». Pour Barrier, le départ d'Iwerks de la société de publicité pour le studio alors proche de la faillite de Disney n'est justifié par aucune raison connue. Un autre employé, arrivé peu après Iwerks, est Nadine Simpson engagée comme comptable mais ayant un réseau de relation dans le monde du cinéma à Kansas City,. Elle a permis au jeune studio de récupérer des films usagés de courts métrages diffusés dans les cinémas locaux et utilisés par les animateurs comme exemples et supports de cours,.
Quelques mois plus tard, après avoir réalisé les six premiers films, Disney et son équipe ne sont donc pas payés par leur partenaire, qui en raison d'une faillite, provoque celle de Laugh-O-Gram,. Dès décembre 1922, avec la fin de la production de Cinderella, Disney ne peut plus payer ses employés.
Heureusement, Thomas McCrum, un dentiste de la ville, sauve la société d'une faillite totale en engageant le studio pour 500 USD afin de réaliser un court métrage vantant le brossage des dents, : Tommy Tucker's Tooth,. Avec une caméra achetée en septembre 1922, en prévision du tournage de film en prise de vue réelle moins coûteux à produire, Disney tourne Tommy Tucker's Tooth en décembre 1922 avec de nombreux enfants du voisinage. Dave Smith considère ce film comme le premier court métrage éducatif de Disney. Mais les revenus de cette production ne permettent pas à Disney d'éloigner le spectre de la faillite qui hante son studio mais se lance dans de nouveaux projets.
Disney essaye aussi de diversifier son activité avec par exemple la production d'une série de films chantés nommés Song-O-Reels, qui devait être diffusée dans un cinéma local l'Isis Theater mais un seul film Martha a été tourné. Ce projet permet toutefois à Disney de rencontrer l'organiste du cinéma, Carl W. Stalling.
En mars 1923, Disney cherche à intéresser Universal avec une série de très courts métrages nommée Lafflets, dont aucun ne nous est parvenu.
Au printemps 1923, Walt Disney utilise toutefois ses animateurs et son matériel pour produire un film supplémentaire. Le studio cherche à innover en se lançant dans la production d'un court métrage mêlant prise de vue réelle et animation, Alice's Wonderland, le pilote des Alice Comedies,. Le contrat avec Virginia Davis, lui accordant 5 % des recettes du film, est signé le 13 avril 1923,.
Entre octobre 1922 et juin 1923, le studio fait face à de graves problèmes financiers que Walt cherche à éviter en se lançant dans de nombreux projets.
Pour Merritt et Kaufman, en dehors de l'animation et du cinéma en général, les investisseurs locaux deviennent du moins sur le papier, les propriétaires de tout l'équipement et du contrat avec Pictorial Club. Barrier est plus précis dans ses propos. Le 2 juin 1923, Disney transfère le contrat de Picturial à deux de ses investisseurs après avoir hypothéqué tout son matériel afin d'éviter la faillite. À la mi-juin, durant la production de Alice's Wonderland, le studio regagne les locaux, moins chers, du 2241 Troot Avenue.

### Fin du studio
Mais le studio ne peut plus faire face à ses frais et se déclare en faillite en juillet 1923 malgré des coûts de production qui seraient aujourd'hui considérés comme dérisoires, 30 cents le pied de pellicule. Roy Oliver, un frère de Walt alors en convalescence en Californie, invite ce dernier à venir à Hollywood.
Walt travaille dès lors comme photographe indépendant et en vendant sa caméra, il réussit à rassembler assez d'argent pour acheter un aller simple en train pour la Californie. Il emporte avec lui Alice’s Wonderland, laissant derrière lui son équipe. Christopher Finch rapporte qu'il serait parti avec seulement 40 dollars en poche et qu'il aurait promis à l'équipe de les aider à venir en Californie.
À Los Angeles, il fonde le 16 octobre 1923 les Disney Brothers Studios avec l'aide de son frère, tant financière que pour la gestion.
La liquidation du studio Laugh-O-Gram, à la suite de sa mise en faillite en juillet 1923, est une affaire qui ne prend fin qu'en janvier 1927. Entre-temps plusieurs problèmes surviennent.
En janvier 1924, la branche new yorkaise de Picturial Club achète à la branche de Kansas City, celle dont l'absence de paiement avait provoqué la faillite de Laugh-O-Gram, les droits d'Alice’s Wonderland. Pour rentabiliser son investissement, elle procède à l'exploitation du film mais cela provoque durant l'été 1925 le mécontentement de Charles B. Mintz, époux de Margaret J. Winkler dont la société a obtenu les droits de distribution de la série auprès de Disney, ce qui envenime les relations entre Mintz et Disney.

## Filmographie
Pour plus de détails, voir Fiche technique et Distribution
- 1922 : Little Red Riding Hood (29 juillet)
- 1922 : The Four Musicians of Bremen (août)
- 1922 : Jack and the Beanstalk (septembre)
- 1922 : Goldie Locks and the Three Bears (octobre)
- 1922 : Puss in Boots (novembre)
- 1922 : Cinderella (décembre)
- 1922 : Jack the Giant Killer[37]
- 1922 : Tommy Tucker's Tooth (décembre)
- 1923 : Martha (1923)
- 1923 : Alice's Wonderland (1923)

## Analyse des courts métrages d'animation
D'après les souvenirs de Harman et Ising, les premiers films étaient surtout réalisés sur des feuilles de papier et occasionnellement sur des cellulos. Mais Barrier, qui les cite, remarque que seul Little Red Riding Hood est assurément issu de ce type de production, les autres productions suivantes, et survivantes, utilisent beaucoup les cellulos. L'usage des feuilles de celluloïd offre beaucoup plus de liberté à l'animateur.
Lors de la production des Laugh-O-Grams, les cellulos étaient découpés au format du papier dans de grandes feuilles, perforés en bas pour assurer un alignement correct, les animations réalisées à l'encre sur ces cellulos, puis disposés sur des décors dessinés au crayon et l'ensemble photographié avec la caméra image par image.
Barrier indique que ce mode de production est inspiré de celui de Paul Terry, qui l'utilise pour les Aesop's Fables, source d'inspiration de Disney et du jeune studio, aussi pour le thème de la production, Terry animant des fables et mythes antiques et médiévaux, Disney prenant des contes populaires plus récents.
En 2008, seuls quatre films de la série des contes de fées ont survécu et montrent des efforts pour les rendre modernes. Les Laugh-O-Gram survivants sont Little Red Riding Hood, The Four Musics of Bremen, Puss in Boots et Cinderella (film, 1922) ainsi que Tommy Tucker′s Tooth et Alice's Wonderland qui ont été restaurés et sont disponibles en DVD dans la collection Walt Disney Treasures. Un cinquième Jack the Giant Killer a été redécouvert en 2010.
Le style graphique de ces courts métrages montre l'usage répété d'éléments économisant du temps et de l'argent, en particulier des cycles,, répétitions de courtes séquences animant un mouvement identique et répétitif comme la marche. Steven Watts précise que les animateurs « compensent alors leur inexpérience par leur enthousiasme ».

## Héritage

### Les locaux

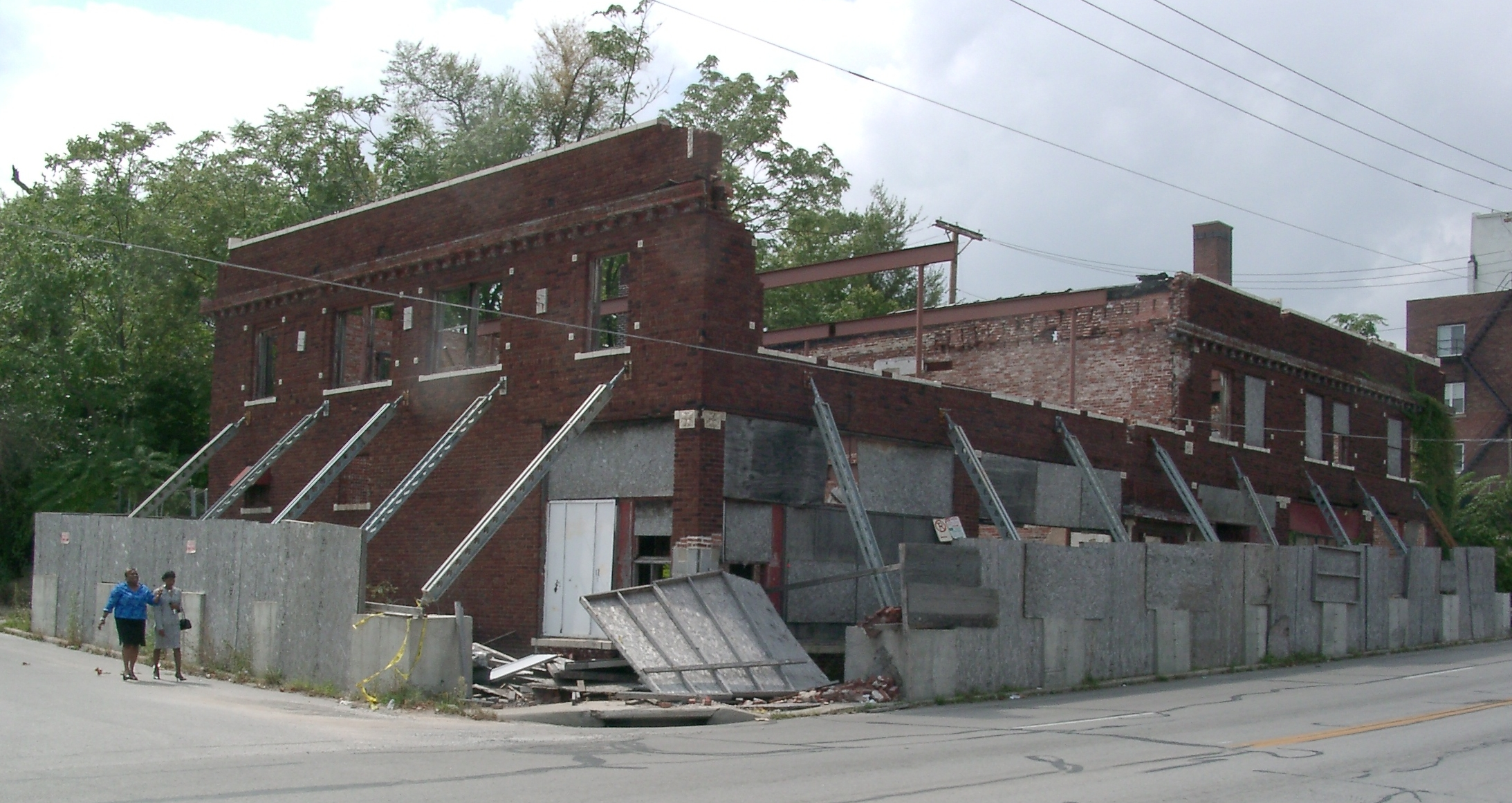
Le studio de Laugh-O-Gram à Kansas City en 2004, avant un plan de rénovation.

Walt Disney indiquait sur sa carte professionnelle le 3028 Bellefontaine puis 2241 Troot Avenue.
Lors de sa création en 1921, la société Laugh-O-Gram Films Inc était installée au premier étage du McConahay Building, situé au 1127 East 31st à Kansas City, Missouri, à l'opposé de l'angle de la rue (à droite sur la photo).
Le bâtiment est tombé en ruines, mais des efforts sont entrepris pour le restaurer. La famille Disney a promis une somme de 450 000 USD pour les restaurations, soutenues par une association locale créée en mémoire du studio.

### Inspiration pour Mickey Mouse
Walt Disney a déclaré durant un entretien à des journalistes longtemps après les faits qu'il avait été inspiré pour Mickey Mouse par une souris domestique (souris du foyer et non domestiquée) qui venait sur son bureau au Studio Laugh-O-Gram.

« Elles (les souris) avaient l'habitude de se battre pour des miettes dans ma poubelle lorsque je travaillais seul tard dans la nuit. Je les prenais, les plaçais et les gardais dans des cages sur mon bureau. Je fus particulièrement attendri par une souris domestique brune. C'était un petit gars assez timide. En le tapotant sur le nez avec mon crayon, j'ai réussi à lui apprendre à aller dans un cercle noir que je traçais sur ma planche à dessin. Quand j'ai quitté le Kansas pour tenter ma chance à Hollywood, j'ai souffert de le laisser derrière moi. Alors je l'ai précautionneusement emmené dans un jardin, m'assurant que les alentours étaient agréables et laissé mon petit ami apprivoisé gambader vers la liberté. »

Toutefois d'autres origines ont été données par Walt Disney et d'autres animateurs sur la genèse du personnage.

### Redécouverte des bobines perdues
En 1973, lors des 50 ans de la société Disney, le Los Angeles Times indique que le film  Tommy Tucker's Tooth (1922) a été redécouvert dans les archives de l'association des dentistes américains accompagné d'une facture de 500 USD payée par un dentiste de Kansas City.
Le 17 juillet 1998, Charles Solomon annonce que le court métrage Little Red Riding Hood (1922), considéré comme perdu depuis les années 1980, a été retrouvé par un collectionneur britannique qui l'avait acheté plusieurs années auparavant sous un titre erroné Grandma Steps Out,. Le film a repris son nom original et a été restauré par la suite avant qu'une copie soit faite par Walt Disney Feature Animation,.
En octobre 2010, deux historiens de l'animation du Museum of Modern Art de New York, David Gerstein et Cole Johnson, annoncent avoir découvert deux dessins animés disparus catalogués sous des noms alternatifs.
Dans les archives du MoMA, Cole Johnson a retrouvé Goldie Locks and The Three Bears sous le titre The Peroxide Kid donné lors d'une rediffusion de 1929 tandis que Gerstein a retrouvé Jack The Giant Killer sous le nom The K-O Kid. C'est en 2005 que Cole Johnson a découvert le mauvais nommage de Goldie Locks associé à Alice and the Three Bears (1924) de la série Alice Comedies. Gerstein a lui découvert Jack The Giant Killer grâce à un descriptif du Pictorial Club de 1924, ce qui lui a permis de le dissocier de Jack and The Beanstalk. Gerstein précise qu'il a aussi découvert les deux derniers films considérés comme perdu Cinderella et Jack and The Beanstalk dans une collection privée.